# Bandera de Gdańsk
La bandera de Gdańsk és un dels símbols de la ciutat de Gdańsk, està formada per un camp vermell amb una corona d'or col·locada damunt de dues creus gregues d'argent disposades verticalment, com a l'escut de la ciutat. L'eix comú de les creus i la corona es troba a una distància d'1/3 de la longitud de la bandera des del costat del pal. Utilitza una proporció de 5:8 i fou adoptada formalment per l'ajuntament, en la seva forma actual, el 1r d'agost de 1996.

## Normativa legal
El patró actual de símbols de la ciutat està definit a l'Estatut de la ciutat de Gdańsk, previst a la Resolució núm. XL/1226/2001 de l'Ajuntament de Gdańsk de 25 d'octubre de 2001. Mentre que les regles d'ús de la bandera es defineixen a la Resolució núm. XII/390/2003 de l'Ajuntament de Gdańsk de 28 d'agost de 2003.

## Disseny i simbolisme

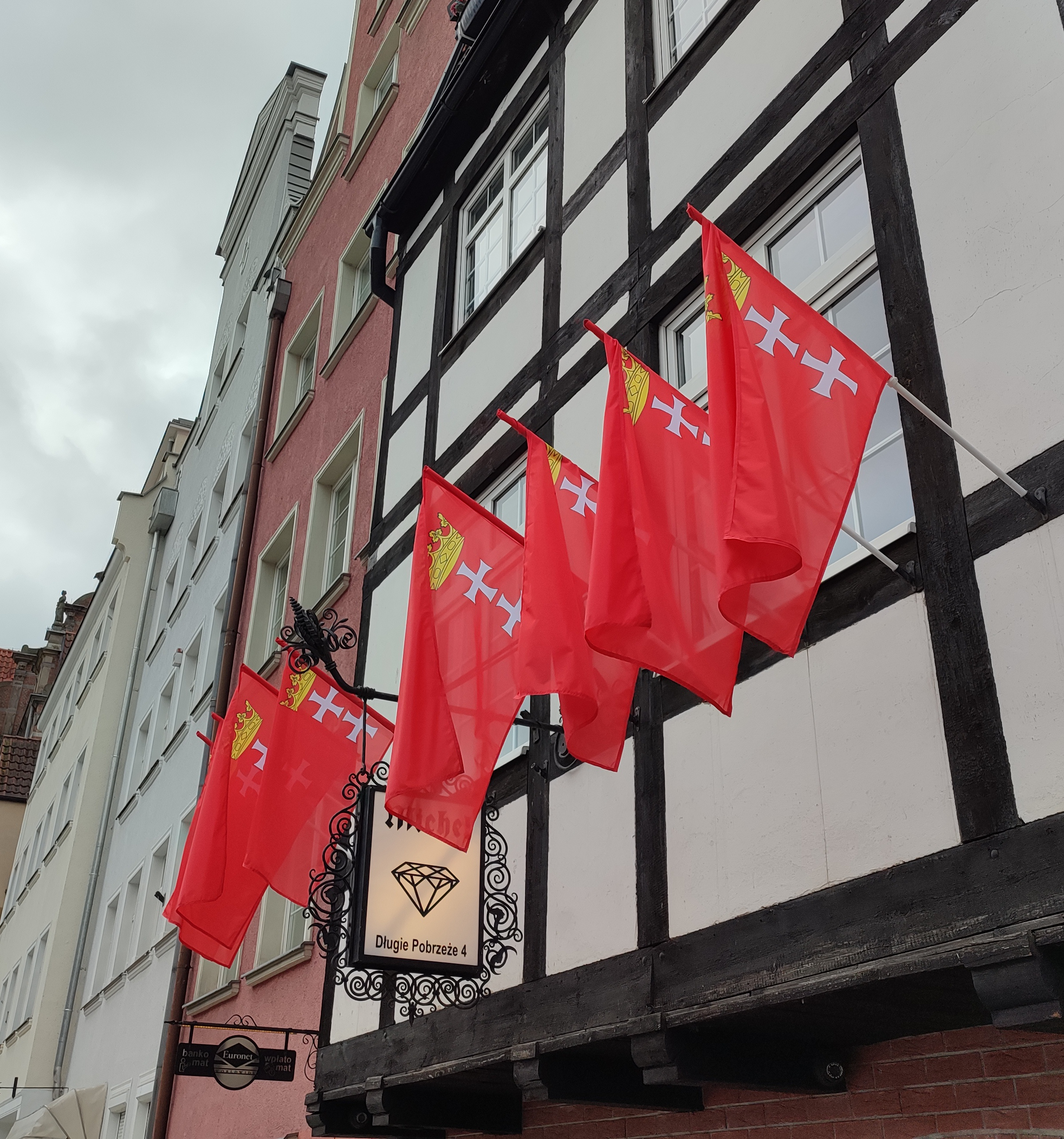
Banderes de Gdańsk a la façana d'un edifici.

El disseny de la bandera té l'origen en l'escut de la ciutat, el qual està format per una corona daurada de cinc puntes sobre dues creus d'argent, disposades verticalment sobre un camp de gules. L'eix comú de les dues creus i la corona se situa exactament a una distància d'un terç de la longitud de la bandera des del costat del pal. A diferència d'algunes altres versions, la creu superior no entra mai dins la corona, sinó que es col·loca per sota, això també es reflecteix en l'escut.
La corona reial representa el permís donat pel rei Casimir IV Jagelló l'any 1457, del dret a utilitzar la cera vermella per part de les autoritats de Gdańsk, alhora que el vermell és un dels colors hanseàtics més populars. Mentre que les creus poden representar tant la Lliga Hanseàtica com el cristianisme.

## Història

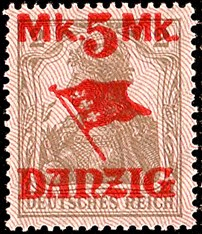
Bandera de la Ciutat Lliure de Danzig en un segell de 5 Mk.

La idea d'una bandera per a Gdańsk es remunta al segle XIII, ja que alguns vaixells portaven banderes similars en el disseny a alguns elements que representaven la ciutat, encara que la baixa qualitat dels dibuixos i reproduccions dificultava la identificació precisa. Les dues creus presents a la bandera probablement provenen d'un gonfanó volat a la popa d'alguns d'aquests vaixells. Les creus es disposaven originàriament una al costat de l'altra, sobre una tela vermella de cua d'oreneta, encara que a la segona meitat del segle XIII el disseny es va canviar a una bandera rectangular en orientació vertical amb una creu sobre l'altra, similar a la d'Elbląg, una altra ciutat portuària, la bandera de la qual era idèntica excepte la meitat superior, que era blanca amb una creu vermella. Aquesta bandera rectangular va ser utilitzada per les tropes que lluitaven a la batalla de Grunwald, que va tenir lloc l'any 1410, com s'observa en el treball de l'historiador Jan Długosz. També va ser utilitzat pels vaixells de l'època, com el Peter von Danzig, una gran carraca de la flota de la Lliga Hanseàtica.[4][5]
La història de la bandera és paral·lela a la de l'escut de la ciutat, ja que es tracta d'una bandera heràldica que reflecteix les armes de la ciutat. Després del privilegi concedit per Casimir IV Jagelló, rei de Polònia, el 25 de maig de 1457, la ciutat va afegir una corona d'or als seus braços, reflectint-se també a les banderes de la ciutat. La pròpia bandera també ha canviat de forma al llarg del temps, mantenint el rectangle però canviant l'orientació vertical a una de més tradicional orientada horitzontalment. Des que la bandera es va expandir horitzontalment, la corona i les creus s'han col·locat més a prop del pal que del vol, això es va fer intencionadament perquè fossin més visibles quan la bandera onejava al vent.
El disseny dels elements que conté la bandera ha variat lleugerament amb cada representació. Un disseny gairebé idèntic es va utilitzar per la ciutat lliure de Danzig establerta durant les guerres Napoleòniques el 9 de setembre de 1807. Aquesta ciutat-estat també tenia una bandera comercial, que consistia en un camp vermell amb una franja blanca al costat del pal, i l'escut de la ciutat a la cantonada superior esquerra. L'anomenada Ciutat Lliure de Danzig, aquesta fundada el 1920, va utilitzar un disseny gairebé idèntic per a la seva bandera.
Durant el període sota control alemany durant la Segona Guerra Mundial, l'ús de la bandera de la ciutat es va suspendre. Després de la guerra, la República Popular de Polònia no va restablir l'ús de la bandera. La bandera de la ciutat va ser adoptada oficialment per l'Ajuntament de Gdańsk el 10 de desembre de 1991, amb la corona i les creus disposades verticalment al centre d'un camp vermell, resultant una bandera bastant impopular, ja que les autoritats municipals rarament van fer-la onejar. La bandera en el seu disseny actual va entrar en vigor per primera vegada l'1 d'agost de 1996, amb una resolució de l'Ajuntament que va traslladar els emblemes del centre al seu lloc tradicional al costat del pal. Aquesta resolució va ser renovada per una altra l'octubre de 2001, sense canviar-ne el disseny.

## Banderes històriques

Durant el període hanseatic.
Ciutat Lliure de Danzig (1807–1814)
Ciutat Lliure de Danzig (1920–1939)
Gdańsk (1991–1996)

### Altres banderes històriques

Estendard de la comanda de Danzig a la batalla de Grunwald (1410).
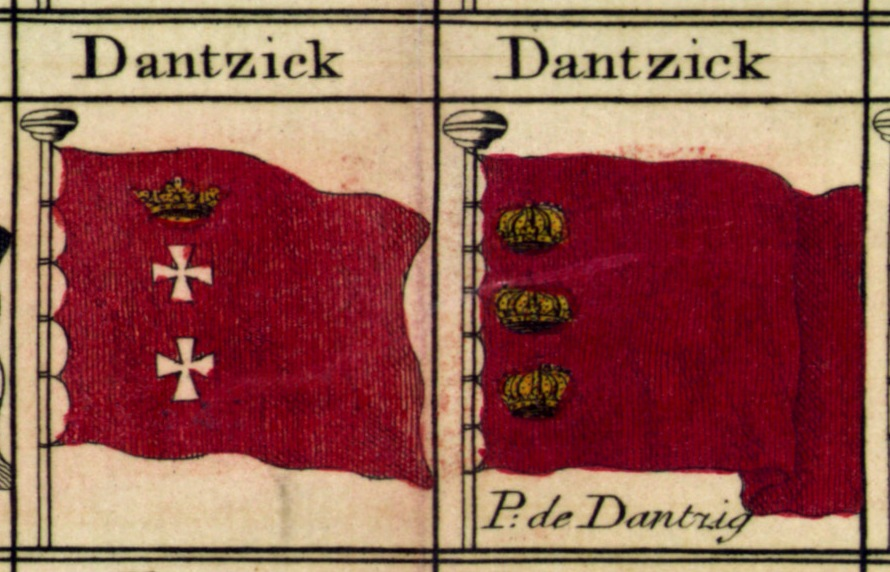
Banderes navals de Danzig en publicacions del segle XVIII.
Pavelló nacional o Dienstflagge de la ciutat Lliure Danzig (1920–1939)
Bandera del senat o Senatsflagge de la Ciutat Lliure de Danzig (1920–1939)
Bandera del pràctic o Lotsenflagge (1920–1939)
Bandera de l'aurotitat del port (1920–1939)
Penó de la Duana (1920–1939)
Penó de la policia (1920–1937)
estendard de la policia (1937–1939)
Estendard de la unitat SS Heimwehr Danzig (1939–1940)